# Frédéric Mendy (football, 1988)
Pour les articles homonymes, voir Frédéric Mendy et Mendy.
Frédéric Mendy est un footballeur international bissaoguinéen né le 18 septembre 1988 à Paris. Il évolue au poste d'attaquant.

## Biographie
Mendy se décrit comme étant un joueur "grand, rapide, avec un bon jeu de tête". Après avoir joué 6 mois à Évreux, club dont le coprésident n'est autre que son cousin, Bernard Mendy, il suit son entraîneur Patrick Vallée à Singapour et plus précisément dans le club de l'Étoile FC. D'un point de vue personnel cette première saison se déroule bien puisqu'il termine meilleur buteur du championnat. N'ayant pas trouvé d'accord contractuel avec le club l'année suivante, il rejoint une autre équipe singapourienne, le Home United FC. Durant ces deux ans passés à Singapour, il inscrira un total de 42 buts.
Ces performances attireront l’œil de certains clubs, notamment celui de Estoril au Portugal, où il signe en décembre 2012.

## Carrière
- 2009-2010 :  Évreux (CFA 2)
- 2010 :  Étoile FC
- 2011-2012 :  Home United
- 2013- :  Estoril[2]

### Buts internationaux
| Buts internationaux de Frédéric Mendy | Buts internationaux de Frédéric Mendy | Buts internationaux de Frédéric Mendy         | Buts internationaux de Frédéric Mendy | Buts internationaux de Frédéric Mendy | Buts internationaux de Frédéric Mendy | Buts internationaux de Frédéric Mendy | Buts internationaux de Frédéric Mendy |
| 0                                     | Date                                  | Lieu                                          | Adversaire                            | Score                                 | Résultats                             | Compétitions                          |                                       |
| ------------------------------------- | ------------------------------------- | --------------------------------------------- | ------------------------------------- | ------------------------------------- | ------------------------------------- | ------------------------------------- | ------------------------------------- |
| 1                                     | 4 juin 2016                           | Estádio 24 de Setembro, Bissau, Guinée-Bissau | Zambie                                | 2-1                                   | 3-2                                   | Qualifications CAN 2017               |                                       |
| 2                                     | 8 septembre 2018                      | Estádio do Zimpeto, Maputo, Mozambique        | Mozambique                            | 2-2                                   | 2-2                                   | Qualifications CAN 2019               |                                       |
| 3                                     | 10 octobre 2018                       | Levy Mwanawasa Stadium, Ndola, Zambie         | Zambie                                | 2-1                                   | 2-1                                   | Qualifications CAN 2019               |                                       |
| 4                                     | 23 mars 2019                          | Estádio 24 de Setembro, Bissau, Guinée-Bissau | Mozambique                            | 2-2                                   | 2-2                                   | Qualifications CAN 2019               |                                       |

## Palmarès
- Champion de Singapour en 2010 avec l'Étoile FC
- Meilleur buteur du championnat de Singapour en 2010 avec l'Étoile FC et en 2012 avec Home United
- Vainqueur de la Coupe de la Ligue de Singapour en 2010 avec l'Étoile FC
- Vainqueur de la Coupe de Singapour en 2011 avec Home United